# Anisodes homostola
Anisodes homostola är en fjärilsart som beskrevs av Edward Meyrick 1897. Anisodes homostola ingår i släktet Anisodes och familjen mätare. Inga underarter finns listade i Catalogue of Life.